# 片想いのバースデー
「片想いのバースデー」（かたおもいのバースデー）は、中西圭三の2枚目のシングル。

## 解説
表題曲はアルバム『Yell』とベスト・アルバム『SINGLES』に収録。
カップリング曲は『KEIZO 〜かなわない夢もあった』からのリカット。

## 収録曲
両曲作曲：中西圭三・小西貴雄
1. 片想いのバースデー
  - 作詞：売野雅勇　編曲：中村哲
2. 遠い夜明け
  - 作詞：直枝政太郎　編曲：小西貴雄